# Суперкубок Сан-Марино з футболу 1997
Суперкубок Сан-Марино з футболу 1997 — 12-й розіграш турніру, який в той час мав назву Трофео Федерале. Переможцем вперше став Фольгоре Фальчано.

## Учасники
- Чемпіонат Сан-Марино:
  - Чемпіон: Фольгоре Фальчано
  - Віце-чемпіон: Ла Фіоріта
- Кубок Сан-Марино:
  - Володар: Мурата
  - Фіналіст: Віртус

## Півфінали
| Команда 1         | Рахунок      | Команда 2  |
| ----------------- | ------------ | ---------- |
| Фольгоре Фальчано | 1:0          | Віртус     |
| Мурата            | 0:0 пен. 3:5 | Ла Фіоріта |

## Фінал
| Команда 1         | Рахунок | Команда 2  |
| ----------------- | ------- | ---------- |
| Фольгоре Фальчано | 2:0     | Ла Фіоріта |